# Yoshimasa Fujita
Yoshimasa Fujita (藤田 芳正 Fujita Yoshimasa?, nacido el 23 de julio de 1979 en Saitama) es un exfutbolista japonés. Jugaba de centrocampista y su último club fue el Montedio Yamagata de Japón.

## Trayectoria

### Clubes
| Club              | País  | Año         |
| ----------------- | ----- | ----------- |
| Montedio Yamagata | Japón | 2002 - 2003 |